# Instituto Pilecki
El Instituto Pilecki (polaco: Instytut Pileckiego) es una institución del gobierno polaco a cargo de preservar la memoria, documentar e investigar las experiencias históricas de los ciudadanos polacos en el siglo XX. Su director es Witold Pilecki.

## Actividades

### Investigación
El Departamento Científico inicia y participa en proyectos de investigación interdisciplinarios dedicados al totalitarismo y la historia de Polonia en el siglo XX. El Instituto reúne a investigadores que se especializan en ciencias políticas, sociología, historia y estudios judíos. Reúne y publica documentos sobre su alcance de intereses, brinda apoyo a la investigación científica, especialmente relacionada con las víctimas del nazismo y comunismo. Los estudios se refieren principalmente a la Segunda Guerra Mundial y sus consecuencias. El Instituto también traduce al polaco las obras más importantes sobre totalitarismos.

### Educación
El Instituto realiza proyectos y eventos educativos.

### Conmemoraciones
El Instituto Pilecki conmemora a las personas que fueron asesinadas por brindar ayuda y asistencia a polacos y judíos durante la Segunda Guerra Mundial. Bajo el proyecto "Llamado por el nombre" fueron honrados por ejemplo. Jadwiga Długoborska, Lucyna Radziejowska. por recomendación del Instituto, el presidente de Polonia otorga la Medalla Virtus et Fraternitas, la Cruz del Este y la Cruz del Oeste

## Organización
El Instituto Pilecki fue establecido por el Parlamento polaco el 9 de noviembre de 2017, y al año siguiente incorporó el Centro Witold Pilecki de Estudios Totalitarios. Con un presupuesto de 75 millones de PLN (17 M €), su objetivo es analizar la importancia para la historia del siglo XX de los regímenes totalitarios nazi y soviético y las consecuencias globales de sus acciones. El Instituto está supervisado por el ministro de Cultura y Patrimonio Nacional.
El Instituto está dirigido por el director, Wojciech Kozłowski. Un órgano consultivo y asesor del Director del Instituto es el Consejo de la Memoria, cuyos miembros son nombrados por el ministro de Cultura y Patrimonio Nacional. Entre ellos se encuentran, por ejemplo: Grzegorz Berendt, Sławomir Dębski, Jan Ołdakowski, Albert Stankowski. El presidente es el prof. Zofia Zielińska.
El Instituto se divide en:
- Department of Archives
- Education Department
- Promotion and Production Team
- Personnel Department
- Research Department
- Publishing Department
- Personal Data Controller
- Accounting Department
- Competitive Tendering
- Film Projects Team
- Translation Team
- Library
- Press Office
- Administrative Department
- Berlin Branch